# Skywell

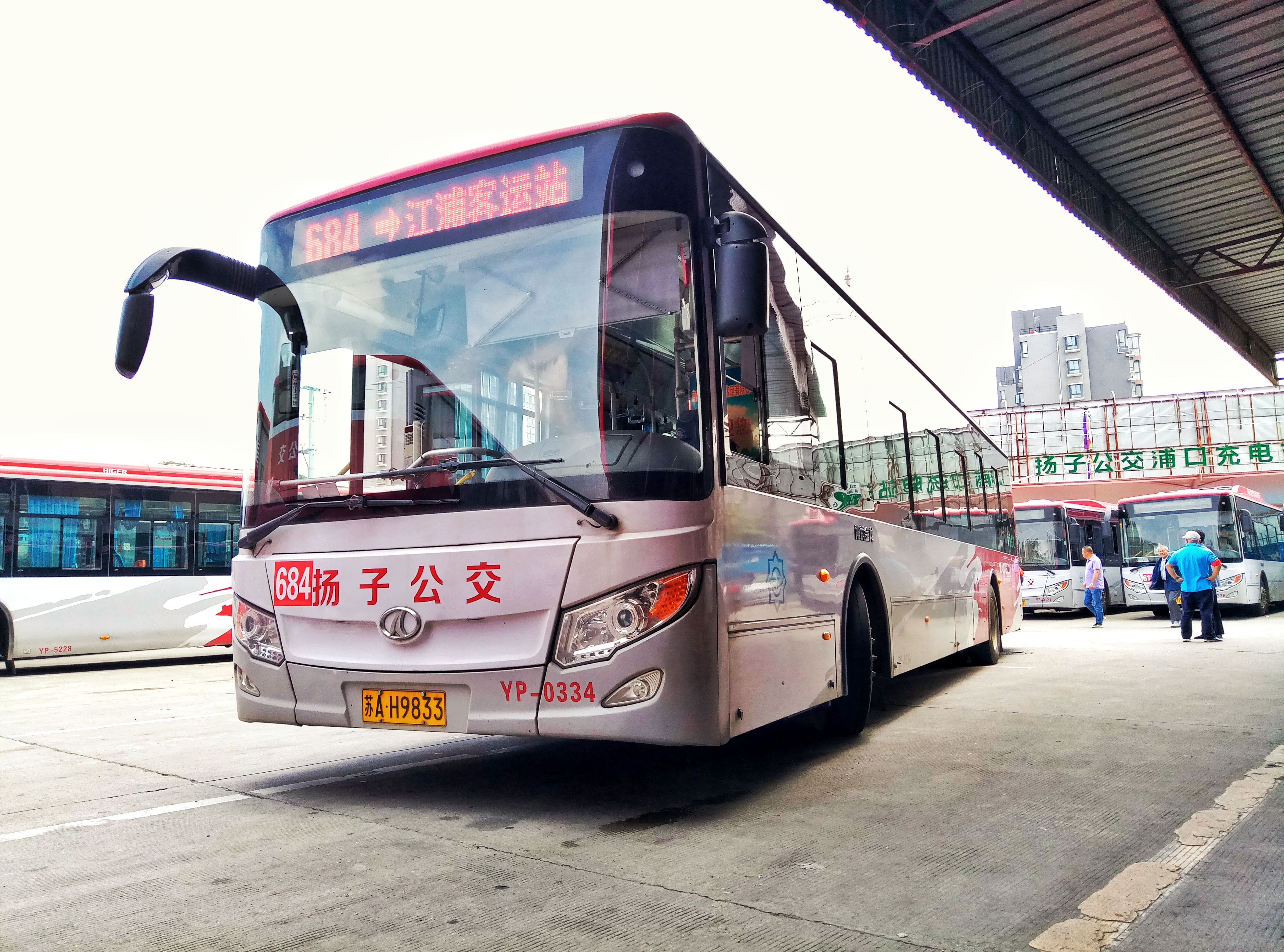
Nanjing Bus NJL6129EV

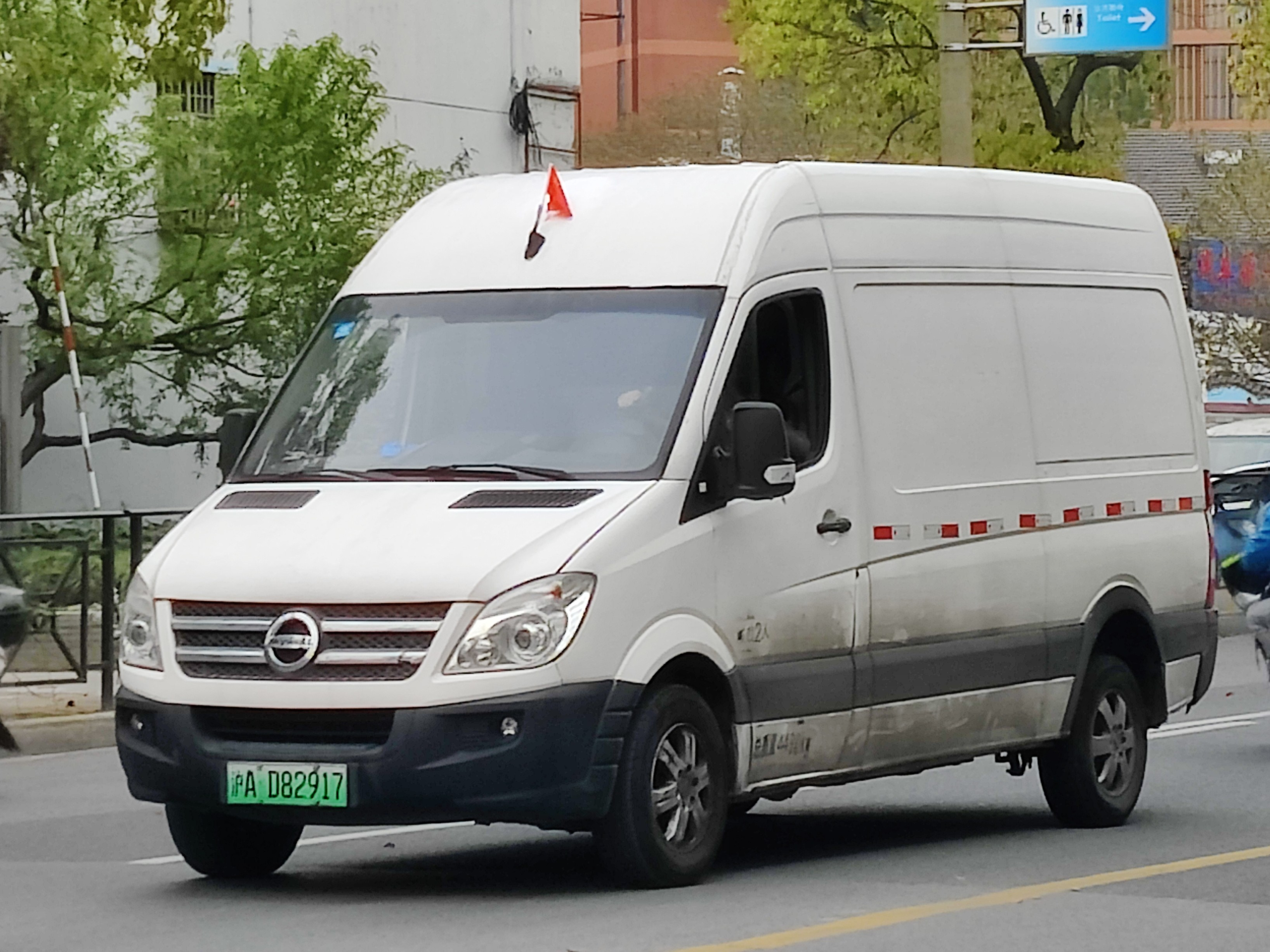
Skywell D11

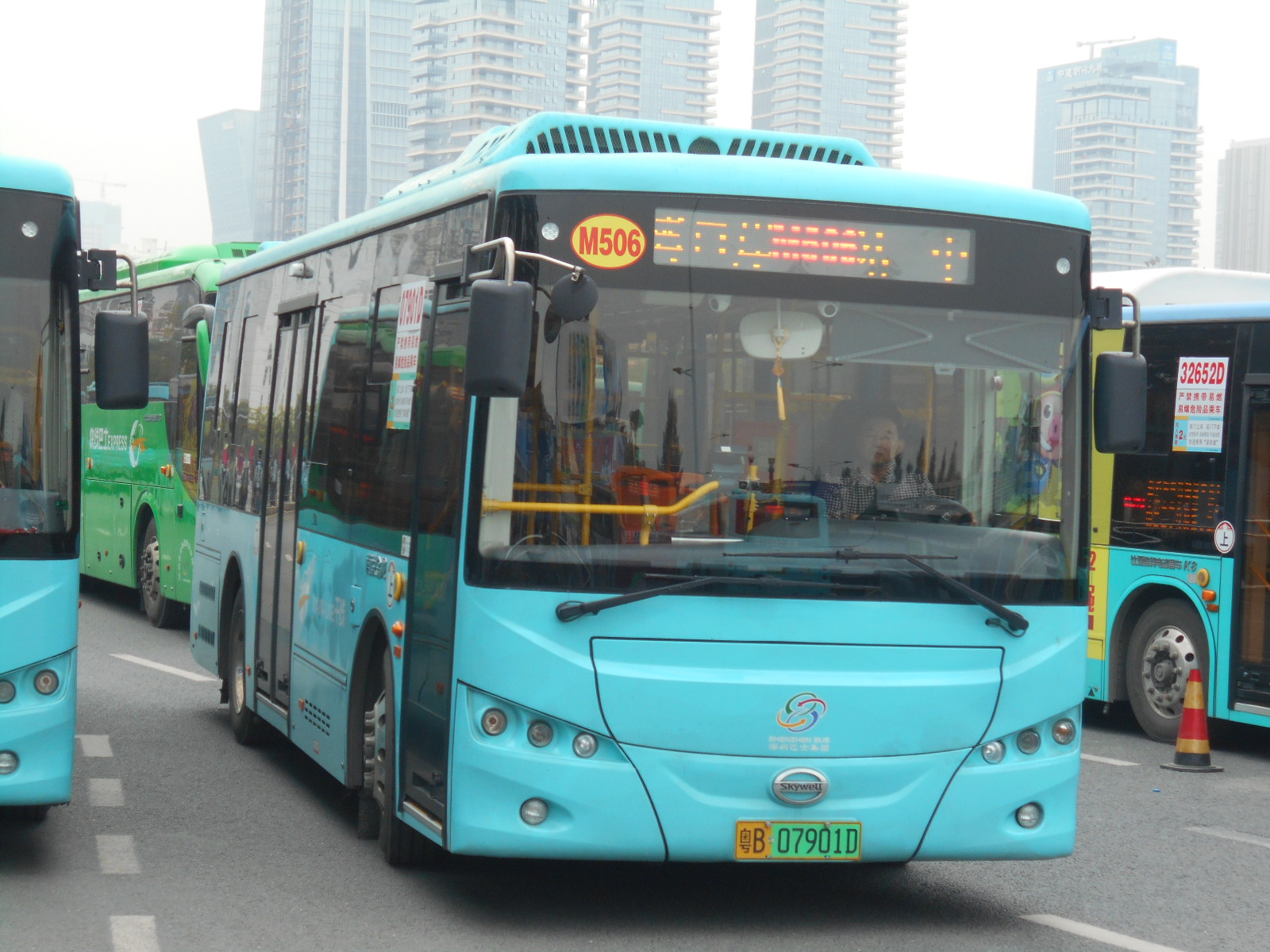
Skywell M506

Skywell – chiński producent samochodów dostawczych i autobusów z siedzibą w Nankinie działający od 2000 roku. Należy do chińskiego koncernu Golden Dragon Bus.

## Historia
Przedsiębiorstwo Nanjing Golden Dragon Bus powstało w 2000 roku, obierając za cel rozwój samochodów dostawczych, a także miejskich autobusów. Pięć lat później, w 2005, przedsiębiorstwo przeszło restrukturyzację, stając się w 60% własnością chińskiego King Long oraz w 40% zaczęło podlegać Nanjing Dongyu Auto Group. Dopiero w 2011 roku w zaawansowaną fazę rozwoju wkroczyły prace nad pierwszymi autobusami, pozyskując niezbędne patenty, a w 2015 roku przedstawiono pierwszy model w postaci w pełni elektrycznego autobusu.
Rok przed debiutem pierwszego autobusu, Nanjing Golden Dragon Bus zakończył budowę zakładów produkcyjnych o powierzchni 270 tysięcy metrów kwadratowych na przedmieściach chińskiego Nankinu.
W roku Skywell rozpoczął również rozbudowę swojej oferty w dziedzinie samochodów dostawczych, wprowadzając do sprzedaży modele Skywell D07, D11 oraz D12. W 2017 roku z kolei gama została poszerzona o bliźniaczą konstrukcję wobec modelu bratniej marki King Long, dużego vana D10.

### Skywell New Energy
W 2017 roku Nanjing Golden Dragon Bus założyło podlegający mu departament Skywell New Energy, którego celem zgodnie z nazwą został rozwój samochodów elektrycznych. W tym samym roku rozpoczęto prace rozwojowe nad pierwszym samochodem elektrycznym marki Skywell, którego gotowy prototyp został ukończony dwa lata później.
W październiku 2020 roku oddział Skywella do rozwoju samochodów elektrycznych przedstawił pierwszy seryjny pojazd pod postacią SUV-a Skywell ET5. W 2021 roku dokonano zmiany nazwy departamentu na Skyworth Auto, zachowując początkowo markę produkowanego przez niego pojazdu, Skywell. W lipcu 2021 ostatecznie również i on zyskał nową nazwę, Skyworth EV6. W tym samym roku rozpoczęto eksport pojazdu do Niemiec przez lokalne przedsiębiorstwo Elaris oraz do Stanów Zjednoczonych przez firmę Imperium Motors.

## Modele samochodów

### Obecnie produkowane
- D07
- D10
- D11
- D12

#### Autobusy
- B922
- B990
- M506
- M132
- M176
- NJL6129 EV
- NJL6859 EV